# Holeta
Pour les articles homonymes, voir Genet.
Holeta ou Holeta Genet (parfois appelée Genet ; en oromo : Holataa) est une ville et un woreda du centre de l'Éthiopie située dans la zone spéciale Oromia-Finfinnee de la région Oromia.
Peuplée de 25 593 habitants au recensement 2007, elle se trouve vers 2 400 m d'altitude environ 35 km à l'ouest d'Addis-Abeba sur la route en direction d'Ambo.
Initialement rattachée à la zone Ouest Shewa, elle rejoint la zone spéciale Oromia-Finfinnee à la création de celle-ci en 2008.
On y trouve notamment l'académie militaire de Holeta renommée en l'honneur de Hayelom Araya après son assassinat le 14 février 1996[réf. souhaitée].